# 広島市安佐北区スポーツセンター
安佐北区スポーツセンターは、広島市安佐北区にあるスポーツ施設。

## 沿革
- 1992年（平成4年）3月21日 - 開業

## 設備

### 1階
- プール：25mプール（25m×6コース、水深 1.2m～1.35m）、小プール（8.5m×4.0m、水深 0.6m）
- 体育室：大体育室 48m×38m、小体育室 32m×20m
- その他：事務室・保健室・更衣室・シャワー室・売店・エントランスホール等

### 2階
- 観覧席：1,796席（大体育室）、72席（プール）
- その他：トレーニング室・体力測定室・エントランスホール・ランニングコース（1周200m）・会議室・来賓控室等

## アクセス

### バス
「尾和」バス停から徒歩5分、「安佐北区スポーツセンター入口」バス停から徒歩5分、「安佐北区スポーツセンター前」バス停もある。これらのバス停には広島交通、広交観光が停車する。
- 30,32号 可部・深川線（広島交通）：（矢口・高陽・下深川方面） - 尾和 - 安佐北区スポーツセンター入口 - （広島文教大学入口・可部駅前・可部中央・可部上市方面）
- 可部・高陽団地線（広島交通）：（高陽車庫・下深川方面） - 尾和 - 安佐北区スポーツセンター入口 - （広島文教大学入口・可部駅前・可部中央・可部上市方面） 平日・土曜に運行
- 緑井・高陽・北部医療センター線（広島交通）：（矢口・地区センター方面） - 安佐北区スポーツセンター前 - 安佐北区スポーツセンター入口 - （可部高校入口・可部中央・北部医療センター方面） 平日に運行
- 井原線 北部医療センター系統（広交観光）：（上深川・地区センター方面） - 安佐北区スポーツセンター前 - 安佐北区スポーツセンター入口 - （可部高校入口・可部中央・北部医療センター方面） 平日に運行

### 鉄道
- JR可部線「中島駅」徒歩15分
  - （広島・大町方面） - 中島駅 - （可部 - 河戸帆待川 - あき亀山）
- JR芸備線「下深川駅」徒歩15分
  - （広島方面 - 安芸矢口 - 玖村） - 下深川駅 - （狩留家・中三田・志和口・三次方面）